# Штурм Белого дома (фильм)
«Штурм Белого дома» (англ. White House Down) — боевик режиссёра Роланда Эммериха по сценарию Джеймса Вандербилта. Главные роли сыграли Ченнинг Татум, Джейми Фокс и Джеймс Вудс.
Премьера в США состоялась 28 июня 2013 года, в СНГ — 18 июля.

## Сюжет
Сотрудник полиции Капитолия Джон Кейл собирается пройти собеседование на работу в Секретную службу в охрану Президента США Джеймса Сойера и заодно устраивает для своей дочери Эмили экскурсию в Белый дом. Она очень увлекается политикой, и таким способом Джон хочет восстановить их натянутые отношения.
Однако в этот же день происходит диверсия — мощный взрыв в куполе Капитолия, привлекающий внимание общественности. В связи с угрозой, президент Сойер спускается в подземное убежище, где выясняются подробности, а именно, что произошедшее организовано главой охраны президента — Мартином Уокером. В то же время террористы, ранее проникшие в Белый дом под видом ремонтников, захватывают здание и берут заложников, Эмили же удаётся спрятаться, записав на мобильный телефон вход в Белый дом ещё одной группы преступников и загрузить на YouTube; по этому видео Оперативный штаб опознаёт террористов.
Джон Кейл отбирает у одного из террористов оружие и спасает главу государства из бункера, им обоим предстоит выбраться из захваченного здания, но прежде, Джон должен найти дочку. В это время Оперативный штаб, собравшийся в Пентагоне, предполагает, что Мартин Уокер затеял акцию из мести за своего сына, погибшего в военной миссии на Ближнем Востоке, однако Уокер выдвигает только требование о денежном выкупе в сумме $400 000 000. Правительственный штаб не может прийти к согласию о том, кто должен спасать Белый дом — полиция, армия, ФБР или Секретная служба, однако время идёт. Президент Сойер и Джон Кейл пытаются вырваться с территории здания на бронированном лимузине, но не решаются таранить мощную ограду. После небольшой перестрелки боевики окружают Сойера и Кейла, которым только чудом удаётся уйти, спасшись от взрыва баллона с пропаном в правом крыле Белого дома. Телевизионные агентства распространяют новость о гибели президента Джеймса Сойера и согласно 25-й поправке к Конституции США, к власти приведён вице-президент США — Элвин Хаммонд, находящийся на «Борту номер один». 
В новостях сообщают: «Вице-президент Элвин Хаммонд только что был приведён к присяге. Он стал сорок седьмым президентом Соединённых Штатов Америки».
Но хакер из числа боевиков взламывает систему НОРАД и запускает по самолёту ракету «Земля-воздух», уничтожая всех кто был на борту, в том числе и вице-президента. В связи с этим к власти приходит спикер палаты представителей Элай Раферсон, который становится 48-м (после Элвина Хаммонда) президентом США и санкционирует авиаудар по Белому дому.
Тем временем Уокер находит дочь Кейла и, угрожая ей, заставляет президента Сойера выйти из укрытия. Затем он завладевает «Ядерным чемоданчиком» и силой заставляет Сойера ввести код доступа, объясняя свои мотивы отнюдь не денежным выкупом, а желанием положить конец войне на Ближнем Востоке, уничтожив последний остров дисбаланса в этом регионе — Иран. Цитируя Вудро Вильсона, Сойер наносит Уокеру удар ручкой, но ему не удаётся его остановить. На Кейла нападает главарь боевиков Стенца, в то время как Уокер использует чемоданчик для активации ракет на одной из подлодок в Персидском заливе, наводя их на крупнейшие города Ирана, В последний момент Джон расправляется с боевиком и расстреливает Уокера, не дав тому подтвердить запуск. Эмили, выскочившая на лужайку с большим флагом, даёт сигнал истребителям остановить авиаудар. Боевики остановлены.
Кейл предполагает, что в этом замешан кто-то из высших лиц государства, который передал Уокеру коды подтверждения для «Ядерного чемоданчика». Предателем оказывается временный президент Элай Раферсон. Он и Уокер затеяли захват Белого дома, дабы Раферсон пришёл к власти и остановил мирные инициативы Сойера на Ближнем Востоке. Поскольку 46-й президент США жив, Раферсон лишается полномочий и его арестовывают.
В концовке Джон Кейл становится членом команды охраны президента Сойера и на его личном вертолёте вместе с дочерью Эмили направляется в госпиталь.

## В ролях
| Актёр             | Роль                                                                |
| ----------------- | ------------------------------------------------------------------- |
| Ченнинг Тейтум    | охранник Капитолия Джон Кейл                                        |
| Джейми Фокс       | Президент США Джеймс Уильям Сойер                                   |
| Гарсель Бове      | Первая леди США Элисон Сойер                                        |
| Джеймс Вудс       | Глава охраны президента США Мартин Уокер                            |
| Джейсон Кларк     | Глава террористической группировки Эмил Стенц                       |
| Ричард Дженкинс   | Спикер Палаты представителей США Элай Раферсон                      |
| Мэгги Джилленхол  | Агент Секретной службы Кэрол Финнерти                               |
| Джоуи Кинг        | Эмили Кейл                                                          |
| Николас Райт      | Экскурсовод Белого дома Донни                                       |
| Майкл Мёрфи       | Вице-президент США Элвин Хаммонд                                    |
| Рашель Лефевр     | Мелани                                                              |
| Лэнс Реддик       | Вице-председатель Объединённого комитета начальников штабов Колфилд |
| Мэтт Крэйвен      | агент Келлерман                                                     |
| Джейк Уэбер       | агент Тед Хоуп                                                      |
| Питер Джейкобсон  | Уоллес                                                              |
| Барбара Уильямс   | Мюриэль Уокер                                                       |
| Кевин Ранкин      | Член террористической группировки Карл Киллик                       |
| Джимми Симпсон    | Член террористической группировки, «Король хакеров» Скип Тайлер     |
| Анатолий Зиновьев | русский помощник Стенца Вадим                                       |
| Андреас Апергис   | один из помощников Стенца Риттер                                    |
| Фальк Хенчель     | Моттс                                                               |
| Патрик Сабонгуй   | Бобби                                                               |
| Ален Мусси        | напарник агента Рида                                                |

## Создание
«Sony Pictures» купила сценарий Джеймса Вандербилта в марте 2012 года за $ 3 000 000. В апреле «Sony Pictures» наняла Роланда Эммериха в качестве режиссёра фильма.
Съёмки фильма начались в августе 2012 года и проходили в Монреале и Вашингтоне.

## Критика
Картина получила смешанные отзывы у критиков. Рейтинг на сайте Rotten Tomatos составил 51 %.

Фильм похож на окрошку — все ингредиенты давно известны, набор продуктов неказист и негламурен, предложить такое блюдо гостям устроитель пышной вечеринки вряд ли отважится, однако в то же время это вкусно, освежающе и по-доброму олдскульно. И закончится хеппи-эндом — уж это у Эммериха обязательная щепотка приправы к любой картине.— Евгений Ухов, Film.ru

## Комментарии
1. ↑  В реальности, Джо Байден является 46-м президентом США
2. ↑  В оригинале звучит фраза «Перо сильнее меча» (англ. The pen is mightier than the sword)[7].